# Arthur Thomas Doodson
Arthur Thomas Doodson (Salford, 31 maart 1890 - Birkenhead, 10 januari 1968) was een Brits oceanograaf.

## Biografie
Doodson werd geboren in Boothstown, een wijk van Salford in Greater Manchester. Hij was de zoon van Thomas Doodson, een manager van een katoen-fabriek. Zijn middelbareschoolopleiding volgde hij aan Rochdale secondary school. In 1908 ging hij studeren aan de Universiteit van Liverpool, waar hij zijn Bachelor of Science in de scheikunde haalde in 1911 en in de wiskunde in 1912. Hij was inmiddels ernstig doof geworden en had moeite om werk te vinden. Zijn eerste baan was als metertester bij de elektrotechnische onderneming Ferranti in Manchester. Van 1914 tot 1916 werkte hij voor het Testing and Standardizing Department van hetzelfde bedrijf. In 1914 haalde hij bovendien zijn Mastertitel in de wiskunde aan de Universiteit van Liverpool. In 1916 werd hij aangesteld aan University College London om aan statistiek te gaan werken, maar dat werd snel daarna ballistiek: Engeland was verwikkeld in de Eerste Wereldoorlog en er was behoefte aan berekeningen van kogelbanen.
In 1919 haalde hij zijn doctorsgraad in Liverpool en verhuisde hij naar die stad om daar aan het Tidal Institute van de Universiteit van Liverpool aan de analyse van getijden te gaan werken. Hij schreef daar al snel zijn baanbrekende werk over de analyse van het getij, The Harmonic Development of the Tide-Generating Potential (De ontwikkeling van de getijverwekkende potentiaal met behulp van harmonische componenten), dat in december 1921 verscheen. In 1929 werd hij mededirecteur van het Liverpool Observatory and Tidal Institute. Vanaf toen besteedde hij een groot deel van zijn leven aan het ontwikkelen van methoden voor de analyse van de getijdebewegingen, hoofdzakelijk die in de oceanen maar ook in meren. Hij was de eerste die methoden ontwikkelde om ondiepwatergetijden, zoals in de Noordzee en in estuaria te kunnen analyseren.
Tabellen voor waterstanden en getijstromen zijn van groot belang voor de navigatie op zee en langs de kust. Het getij is echter een gecompliceerd fenomeen waarin veel factoren een rol spelen, en de verschillen van plek tot plek kunnen groot zijn. Dat maakt het voorspellen ervan lastig. De grondige analyse waarin Doodson uitblonk werd de internationale standaard voor de bestudering van de getijden en voor het maken van getijtafels. Zijn methode behelst het bepalen van de harmonische componenten door toepassing van de kleinste-kwadratenmethode op waarnemingsreeksen voor iedere plaats die van enig belang is voor de scheepvaart of anderszins. Met deze methode kunnen met behulp van meetreeksen uit het verleden langetermijnvoorspellingen worden gemaakt door de harmonische componenten die uit de meetreeksen worden geëxtraheerd op de juiste manier te associëren met de astronomische gegevens van zon en maan.
Doodsons artikel over de analyse van de getijden, was het eerste waarin de getijverwekkende kracht volledig werd beschreven met behulp van zuiver harmonische componenten. Doodson onderscheidde 388 frequenties. Doodsons analyse van 1921 was gebaseerd op de op dat moment recentste theorie over de bewegingen van de maan, van Ernest William Brown. Doodson ontwierp een praktische methode om de verschillende harmonische componenten van de getijverwekkende kracht te kunnen specificeren. Deze methode is nu bekend als de Doodson Numbers.
Doodson hield zich ook bezig met het ontwerpen van een "getijdenvoorspellingsmachine". Een veel gebruikt type daarvan droeg de naam "Doodson-Légé TPM" (Doodson-Légé Tide Predicting Machine).
Doodson was co-auteur van de bekende "Admiralty Manual of Tides".
In mei 1933 werd hij benoemd tot Fellow of the Royal Society
Doodson overleed in Birkenhead, op 10 januari 1968. Hij is twee keer getrouwd. Het eerste huwelijk was in 1919 met Margaret, met wie hij een dochter had die in 1936 overleed, en een zoon. Margaret overleed in 1931, kort na de geboorte van deze zoon. Het tweede huwelijk was in 1933, met Elsie May. Zij overleefde hem.
Meer biografische informatie is te vinden op de website van het National Oceanography Centre, voorheen Proudman Oceanographic Laboratory, daarvoor het Liverpool Observatory and Tidal Institute, waarvan Doodson van 1946 tot 1961 directeur was.